# Эвкалипт прутовидный
Эвкали́пт прутови́дный (лат. Eucalýptus viminális) — вечнозелёное дерево, вид рода Эвкалипт (Eucalyptus) семейства Миртовые (Myrtaceae).

## Распространение и экология
В природе основной ареал охватывает Тасманию, Новый Южный Уэльс и Викторию; заходит в Квинсленд и Южную Австралию. Растёт маленьким, грубокорым деревцом на бедных песках недалеко от берега моря или большими деревьями во влажных горных лесах. В пределах естественного ареала достигает оптимума своего развития в горных долинах на высоте до 900 м над уровнем моря.
Отличается довольно высокой морозостойкостью. Переносит без существенных повреждений кратковременное понижение температуры в −11… −10 °C, а отдельные деревья до −13… −12 °C, однако при этой температуре основная масса деревьев отмерзает до корня, часть из них гибнет. Продолжительные морозы в −11… −9 °C для основной массы деревьев являются критическими.
За 10 лет на аллювиальных и красноземных умеренно влажных почвах деревья достигают в среднем 20—25 м, при диаметре, ствола 30—40 см. На глинистых, каменистых и песчаных, избыточно увлажненных или периодически пересыхающих почвах, рост их значительно слабее. В возрасте 45—50 лет в среднем достигает высоты 45 м, при диаметре ствола 0,8—1 м, а отдельные экземпляры соответственно 50—55 м и 1.2—1,5 м.

## Ботаническое описание
Дерево высотой до 45—50 м.
Кора гладкая, белая, опадающая, или грубая, чешуевидная у основания ствола, иногда встречаются деревья с более или менее глубоко бороздчатой корой до верхних ветвей.
Молодые листья супротивные, в большом числе пар, сидячие или стеблеобъемлющие, узко ланцетные или широко ланцетные, длиной 5—10 см, шириной 1,5—3 см, тёмно- или светло-зелёные, блестящие. Промежуточные листья очерёдные, черешковые, широко ланцетные или ланцетно-заострённые, длиной 8—27 см, шириной 4—5 см, бледно- или тёмно-зелёные, плоские или волнистые. Взрослые — также очерёдные и черешковые, ланцетные, часто серповидные, длиной 11—18 см, шириной 1,5—2 см, или более крупные, бледно-зелёные, плоские или волнистые.
Зонтики пазушные, трёхцветковые; ножка зонтика цилиндрическая, длиной 3—6 мм; бутоны сидячие или на цветоножках, яйцевидные или цилиндрические, длиной 5—7 мм, диаметром 4—5 мм, или более крупные; крышечка полушаровидная или коническая, равна или немного длиннее трубки цветоложа; пыльники обратнояйцевидные, выемчатые на вершине, открываются параллельными щелями; железка эллиптическая.
Плоды сидячие или на ножках, шаровидные или кубарчатые, длиной 5—6 мм, диаметром 7—8 мм или более крупные; диск выпуклый, с 3—4 выдвинутыми, расходящимися створками.
На родине цветёт в декабре — мае; на Черноморском побережье — в июле — августе.

## Значение и применение
Древесина светло- или тёмно-коричневая, лёгкая, ломкая; считается древесиной второго класса по качеству, но используется как строительный материал.
Лист эвкалипта прутовидного (лат. Folium Eucalypti viminalis) используют для получения масла эвкалиптового (Oleum Eucalypti). Листья, сформировавшиеся в данном сезоне, собирают не раньше ноября, зимовавшие — в любое время года, сушат в хорошо вентилируемых помещениях или в сушилках при температуре не выше 40 °C.
Содержание масла в листьях доходит до 0,55 %, масло состоит из пинена, фелландрена, цинеола (28 %) и сесквитерпенов. По данным Б. Н. Рутовского и В. М. Козлова, эфирное масло сухумского происхождения состоит из цинеола (65 %), пинена (5 %), альдегидов (4 %), эвдесмола (10 %), амилового и других спиртов (11,34 %) и аромадендрена. Выход масла колеблется от 0,4 до 1,3 %.
Настой листьев оказывает противомикробное, противовоспалительное действие и используется для полосканий и ингаляций в терапии инфекционно-воспалительных заболеваний глотки и верхних дыхательных путей, как и эвкалиптовое масло.

## Классификация

### Представители
В рамках вида выделяют ряд подвидов:
- Eucalyptus viminalis subsp. cygnetensis Boomsma
- Eucalyptus viminalis subsp. hentyensis Brooker & Slee
- Eucalyptus viminalis subsp. pryoriana (L.A.S.Johnson) Brooker, Connors & Slee
- Eucalyptus viminalis subsp. viminalis

### Таксономия
Вид Эвкалипт прутовидный входит в род Эвкалипт (Eucalyptus) подсемейства Миртовые (Myrtoideae) семейства Миртовые (Myrtaceae) порядка Миртоцветные (Myrtales).
|  |                                      |  |                                                             |                                                             |                    |  | ещё 13 семейств (согласно Системе APG II) | ещё 13 семейств (согласно Системе APG II)    |                                              |  |  |  | ещё 130 родов       | ещё 130 родов            |  |  |
|  |                                      |  |                                                             |                                                             |                    |  | ещё 13 семейств (согласно Системе APG II) | ещё 13 семейств (согласно Системе APG II)    |                                              |  |  |  | ещё 130 родов       | ещё 130 родов            |  |  |
|  |                                      |  |                                                             | порядок Миртоцветные                                        |                    |  |                                           |                                              | подсемейство Миртовые                        |  |  |  |                     | вид Эвкалипт прутовидный |  |  |
|  |                                      |  |                                                             | порядок Миртоцветные                                        |                    |  |                                           |                                              | подсемейство Миртовые                        |  |  |  |                     | вид Эвкалипт прутовидный |  |  |
|  | отдел Цветковые, или Покрытосеменные |  |                                                             |                                                             | семейство Миртовые |  |                                           |                                              | род Эвкалипт                                 |  |  |  |                     |                          |  |  |
|  | отдел Цветковые, или Покрытосеменные |  |                                                             |                                                             |                    |  |                                           |                                              |                                              |  |  |  |                     |                          |  |  |
|  |                                      |  | ещё 44 порядка цветковых растений (согласно Системе APG II) | ещё 44 порядка цветковых растений (согласно Системе APG II) |                    |  |                                           | ещё 1 подсемейство (согласно Системе APG II) | ещё 1 подсемейство (согласно Системе APG II) |  |  |  | ещё более 700 видов |                          |  |  |
|  |                                      |  |                                                             | ещё 44 порядка цветковых растений (согласно Системе APG II) |                    |  |                                           |                                              | ещё 1 подсемейство (согласно Системе APG II) |  |  |  |                     |                          |  |  |